# AKR1D1
AKR1D1 (англ. Aldo-keto reductase family 1 member D1) – білок, який кодується однойменним геном, розташованим у людей на 7-й хромосомі. Довжина поліпептидного ланцюга білка становить 326 амінокислот, а молекулярна маса — 37 377.
| 10         |  | 20         |  | 30         |  | 40         |  | 50         |
| ---------- |  | ---------- |  | ---------- |  | ---------- |  | ---------- |
| MDLSAASHRI |  | PLSDGNSIPI |  | IGLGTYSEPK |  | STPKGACATS |  | VKVAIDTGYR |
| HIDGAYIYQN |  | EHEVGEAIRE |  | KIAEGKVRRE |  | DIFYCGKLWA |  | TNHVPEMVRP |
| TLERTLRVLQ |  | LDYVDLYIIE |  | VPMAFKPGDE |  | IYPRDENGKW |  | LYHKSNLCAT |
| WEAMEACKDA |  | GLVKSLGVSN |  | FNRRQLELIL |  | NKPGLKHKPV |  | SNQVECHPYF |
| TQPKLLKFCQ |  | QHDIVITAYS |  | PLGTSRNPIW |  | VNVSSPPLLK |  | DALLNSLGKR |
| YNKTAAQIVL |  | RFNIQRGVVV |  | IPKSFNLERI |  | KENFQIFDFS |  | LTEEEMKDIE |
| ALNKNVRFVE |  | LLMWRDHPEY |  | PFHDEY     |  |            |  |            |

A: Аланін

C: Цистеїн

D: Аспарагінова кислота

E: Глутамінова кислота

F: Фенілаланін

G: Гліцин

H: Гістидин

I: Ізолейцин

K: Лізин

L: Лейцин

M: Метіонін

N: Аспарагін

P: Пролін

Q: Глутамін

R: Аргінін

S: Серин

T: Треонін

V: Валін

W: Триптофан

Кодований геном білок за функцією належить до оксидоредуктаз. 
Задіяний у таких біологічних процесах, як метаболізм ліпідів, метаболізм стероїдів, деградація ліпідів, альтернативний сплайсинг. 
Білок має сайт для зв'язування з НАДФ. 
Локалізований у цитоплазмі.